# 田栗テル
田栗 テル（たぐり てる、1911年〈明治44年〉 - 1983年〈昭和58年〉6月27日）は、日本の洋画家である。
東京都出身。日本女子大学校卒。1961年（昭和36年）朱葉会会員、一水会会員。女流画家で、2回の受賞歴を持つ。文部大臣賞他2。選抜展出品。個展15回。欧東南ア遊。田崎広助を師とする。

## 作風
小鳥や野鳥を題材にした作品を数多く遺しており、静物画の中に逢えて鳥獣等の小動物を織り交ぜる事により、従来の油彩画には無かった、斬新なイメージを画界に吹き込んだことで知られている。愛情溢れる情緒豊かな画風で、大自然のふくよかな叡智を表現する事に長けている。また、観照する者の心を優しく包み込む、温もり在る画風が特徴的で、その明るくも強烈な色使いと観る者を圧倒させる大胆な構図からは、師である田崎広助ら後期印象派の影響を受けており、独特の色使いから高い絶賛を受けた。

## 代表作
- 「小鳥とともに」
- 「春を呼ぶ」